# Lista de pedidos e entregas do Airbus A350 XWB
Este artigo lista os pedidos feitos pelas empresas aéreas e outros compradores para o Airbus A350, aeronave ainda na fabricação pela Airbus.

## Pedidos e Opções

### Pedidos Firmes
| A350-800 | A350-900 | A350-1000 | Pedidos Firmes Totais |
| 16       | 568      | 181       | 802                   |

### Pedidos classificados por cliente
A lista somente contem aqueles pedidos oficiais e firmes do volume de encomendas da Airbus (data de 31 de março de 2015). Cartas de intenção não serão consideradas. Entrega de dados referem-se aos sites:  https://m.planespotters.net/deliveries e  http://www.abcdlist.nl/a350f/a350f.html
| Companhia Aérea                | A350-800 | A350-900 | A350-1000 | TOTAL | Já entregues | Primeira entrega       | Notas                                            |
| Aer Lingus                     | 0        | 9        | 0         | 9     | 0            | 2019                   |                                                  |
| Aeroflot                       | 8        | 14       | 0         | 22    | 0            | ??                     |                                                  |
| Afriqiyah Airways              | 0        | 10       | 0         | 10    | 0            | ??                     |                                                  |
| AirAsia                        | 0        | 10       | 0         | 10    | 0            | ??                     |                                                  |
| Air Caraïbes                   | 0        | 3        | 2         | 5     | 2            | 2017                   | 2 Arrendados da AerCap                           |
| Air China                      | 0        | 10       | 0         | 10    | 8            | 2018                   |                                                  |
| Air France                     | 0        | 7        | 0         | 7     | 0            | ??                     |                                                  |
| Air Mauritius                  | 0        | 6        | 0         | 6     | 2            | 2017                   | 2 Arrendados da AerCap                           |
| American Airlines              | 0        | 22       | 0         | 22    | 0            | 2018                   |                                                  |
| Asiana Airlines                | 8        | 12       | 10        | 30    | 5            | 2017                   |                                                  |
| Avianca Brasil                 | 0        | 10       | 0         | 10    | 0            | 2022                   | Arrendados com a Synerg                          |
| Azul Linhas Aéreas             | 0        | 3        | 0         | 3     | 0            | 2017                   | Cancelado e Arrendados da AerCap                 |
| BAA                            | 0        | 1        | 0         | 1     | 0            | ??                     | Cliente privado                                  |
| British Airways                | 0        | 0        | 18        | 18    | 0            | ??                     |                                                  |
| Cathay Pacific                 | 0        | 22       | 26        | 48    | 22           | 28 de Maio de 2016     | 2 Arrendados da AerCap                           |
| China Airlines                 | 0        | 14       | 0         | 14    | 12           | 30 de Setembro de 2016 |                                                  |
| China Eastern                  | 0        | 20       | 0         | 20    | 0            | ??                     |                                                  |
| Delta Airlines                 | 0        | 25       | 0         | 25    | 9            | 2017                   |                                                  |
| Dubreuil                       | 0        | 1        | 0         | 1     | 0            | ??                     |                                                  |
| Ethiopian Airlines             | 0        | 14       | 0         | 14    | 8            | 27 de Junho de 2016    | 2 Arrendados da AerCap                           |
| Etihad Airways                 | 0        | 40       | 22        | 62    | 0            | 2018                   |                                                  |
| Finnair                        | 0        | 19       | 0         | 19    | 11           | 7 de Outubro de 2015   |                                                  |
| French Blue                    | 0        | 2        | 0         | 2     | 2            | 2017                   |                                                  |
| Hainan Airlines                | 0        | 2        | 0         | 2     | 0            | ??                     | Antigas ordens Azul Linhas Aéreas Brasileiras    |
| Hong Kong Airlines             | 0        | 17       | 0         | 17    | 4            | 2017                   |                                                  |
| Iberia Líneas Aéreas de España | 0        | 16       | 0         | 16    | 1            | 2018                   |                                                  |
| Iran Air                       | 0        | 0        | 16        | 16    | 0            | ??                     |                                                  |
| Japan Airlines                 | 0        | 018      | 13        | 31    | 0            | ??                     |                                                  |
| Kuwait Airways                 | 0        | 010      | 0         | 10    | 0            | ??                     |                                                  |
| LATAM Airlines Brasil          | 0        | 13       | 14        | 27    | 9            | 17 de Dezembro de 2015 |                                                  |
| Libyan Airlines                | 0        | 6        | 0         | 6     | 0            | ??                     |                                                  |
| Lufthansa                      | 0        | 045      | 0         | 45    | 12           | 19 de Dezembro de 2016 |                                                  |
| Malaysia Airlines              | 0        | 6        | 0         | 6     | 4            | 2017                   | Arrendados da ALC                                |
| Philippine Airlines            | 0        | 06       | 0         | 6     | 0            | 2018                   |                                                  |
| Qatar Airways                  | 0        | 043      | 37        | 80    | 26           | 23 de Dezembro de 2014 |                                                  |
| Royal Dutch Airlines           | 0        | 7        | 0         | 7     | 0            | ??                     |                                                  |
| Scandinavian Airlines          | 0        | 8        | 0         | 8     | 0            | ??                     |                                                  |
| Singapore Airlines             | 0        | 067      | 0         | 67    | 21           | 2 de Março de 2016     |                                                  |
| SriLankan Airlines             | 0        | 4        | 0         | 4     | 0            | 2018                   | 3 Cancelamentos Entregas postergadas para 2018.  |
| Thai Airways International     | 0        | 12       | 0         | 12    | 12           | 2016                   | 6 Arrendados com a Alafco 2 Arrendados com a CIT |
| United Airlines                | 0        | 0        | 35        | 035   | 0            | 2018                   |                                                  |
| Vietnam Airlines               | 0        | 14       | 0         | 14    | 12           | 30 de Julho de 2015    | 2 Arrendados da AerCap 2 Arrendados da CIT       |
| Virgin Atlantic Airways        | 0        | 0        | 12        | 12    | 0            | 2019                   | 4 Arrendados da ALC                              |
| Yemenia                        | 0        | 10       | 0         | 10    | 0            | ??                     |                                                  |
| Total                          | 016      | 568      | 205       | 789   | 166          |                        |                                                  |
| ------------------------------ | -------- | -------- | --------- | ----- | ------------ | ---------------------- | ------------------------------------------------ |

| Pedidos e entregas das empresas de leasing | A350-800 | A350-900 | A350-1000 | Total | Entregas | Notas |
| ------------------------------------------ | -------- | -------- | --------- | ----- | -------- | --- |
| Aercap                                     | 0        | 20       | 0         | 20    | 4        | 2 for Air Caraïbes 2 for Air Mauritius 3 for Azul Brazilian Airlines 2 for Cathay Pacific 2 for Ethiopian Airlines 2 for French Blue (airline) 2 for Hainan Airlines 2 for Vietnam Airlines |
| Air Lease Corporation                      | 0        | 24       | 5         | 29    | 0        | 6 A350-900 for Malaysia Airlines 4 (+1 option) A350-1000 for Virgin Atlantic |
| ALAFCO                                     | 0        | 12       | 0         | 12    | 0        | 6 for Thai Airways |
| CIT Group                                  | 0        | 14       | 0         | 14    | 2        | 2 for Thai Airways 2 for Vietnam Airlines |
| Synergy                                    | 0        | 10       | 0         | 10    | 0        | For Avianca |